# Sagartia catalinensis
Sagartia catalinensis is een zeeanemonensoort uit de familie Sagartiidae. De anemoon komt uit het geslacht Sagartia. Sagartia catalinensis werd in 1968 voor het eerst wetenschappelijk beschreven door McPeak. 